# آگنیشگا ویشچک
آگنیشگا ویشچک (انگلیسی: Agnieszka Wieszczek؛ زادهٔ ۲۲ مارس ۱۹۸۳) کشتی‌گیر زن اهل لهستان است.
از افتخارات وی می‌توان به کسب مدال برنز المپیک پکن ۲۰۰۸ اشاره کرد. وی سابقه حضور در المپیک ۲۰۱۶ ریو و المپیک ۲۰۲۰ توکیو را دارد.